# James Marwick
James Marwick (* 18. Januar 1862 in Edinburgh, Schottland; † 1936) war ein schottischer Unternehmer und Gründer der Mitchell & Company in New York, die später Teil der heutigen KPMG wurde.
Marwick begann seine berufliche Laufbahn als Buchhalter in Glasgow und kam dann über Australien nach New York. Dort gründete er gemeinsam mit Roger Mitchell, mit dem er an der University of Glasgow studiert hatte, die Mitchell & Company. Marwick öffnete in den folgenden Jahren zahlreiche Niederlassungen überall in den Vereinigten Staaten. 1911 entstand die Marwick, Mitchell, Peat & Company, die später auch als Peat Marwick International (PMI) bekannt wurde. 1986 kam es schließlich durch Fusion der Prüfungsgesellschaften PMI und Klynveld Main Goerdeler (KMG) zur Gründung der heutigen KPMG.